# 凯旋街道 (长春市)
凯旋街道，是中华人民共和国吉林省长春市宽城区下辖的一个街道。

## 行政区划
凯旋街道下辖以下地区：
凯旋路社区、一匡街社区、三辅街社区、一心街社区、永盛街社区和奋进村。